# Asaphodes servularia
Asaphodes servularia är en fjärilsart som beskrevs av Achille Guenée 1868. Asaphodes servularia ingår i släktet Asaphodes och familjen mätare. Inga underarter finns listade i Catalogue of Life.